# Pürgschachen-Moor
Das Pürgschachen-Moor, auch Pürgschachener Moor und Pürgschachenmoos genannt, ist ein Moorgebiet in Ardning, Steiermark, in den Auen der mittleren Enns in der Obersteiermark.
Es wurde 9. September 1991 in den Katalog international bedeutender und schützenswerter Feuchtgebiete nach der Ramsar-Konvention aufgenommen (Nr. 532, 62 ha).
Es liegt auch in dem Areal, das als Pürgschachen-Moos und ennsnahe Bereiche zwischen Selzthal und dem Gesäuseeingang (AT2205000, 1.619 ha) zur EU-Liste als Natura 2000 Gebiet gemäß FFH- und Vogelschutzrichtlinie vorgeschlagen (pSCI-Status), sowie im Landschaftsschutzgebiet Ennstal von Ardning bis Pruggern (LSG-43, 4.936 ha). Auch eine Integration des ganzen Schutzraumes in den Nationalpark Gesäuse ist geplant.
Im Jahr 2005 wurde ein Moorwanderweg eröffnet. Das Moor kann in ca. 1 1/2 Stunden umwandert werden.

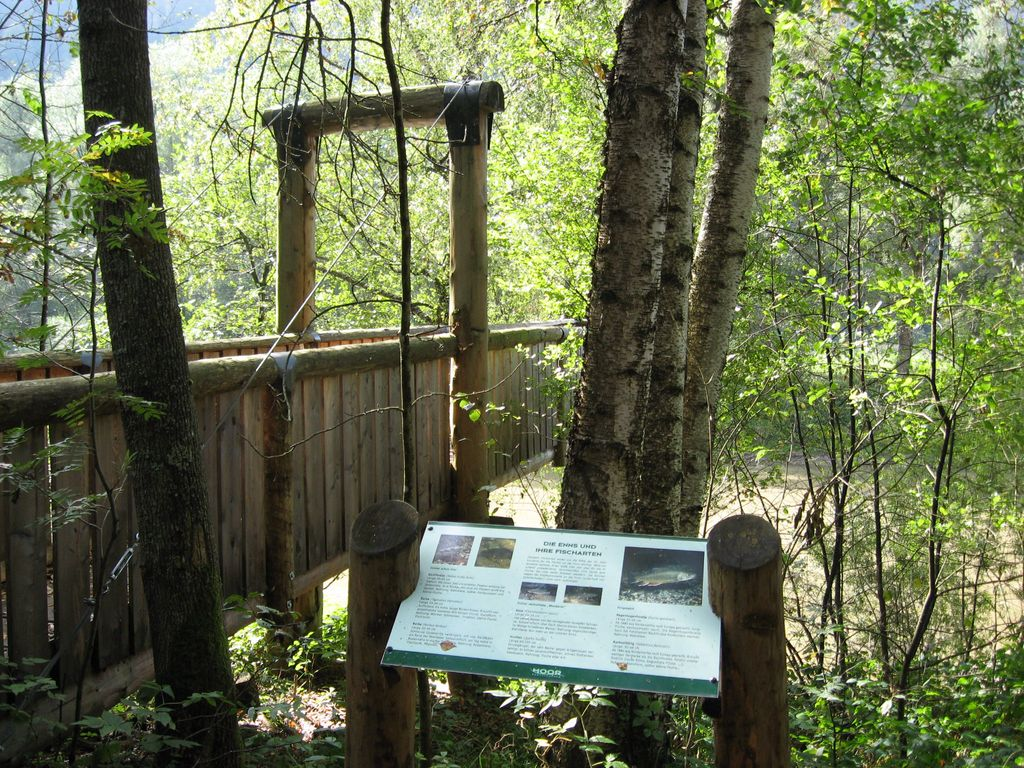
Moorlehrpfad, Ennssteg – ein kurzer Steg etwa 2 m über dem Wasser der Enns
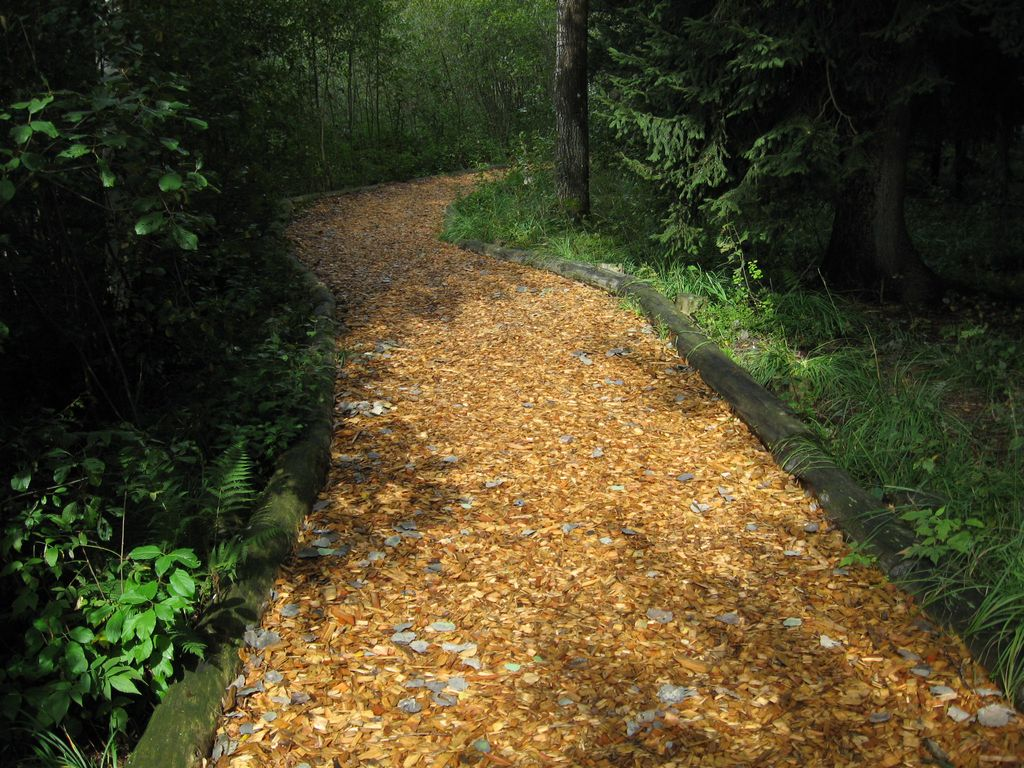
Moorlehrpfad Pürgschachen-Moor
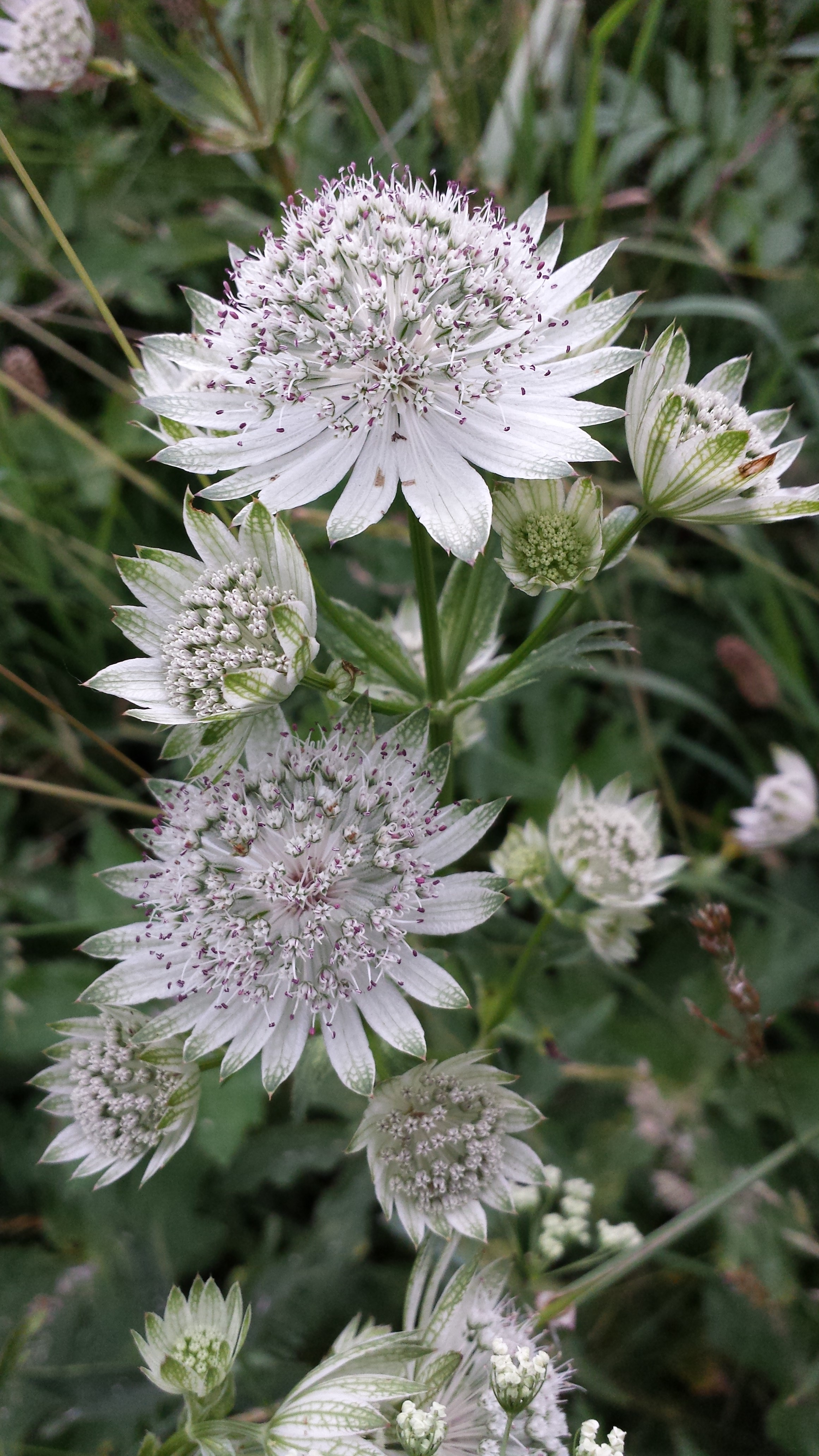
Kärntner Groß-Sterndolde
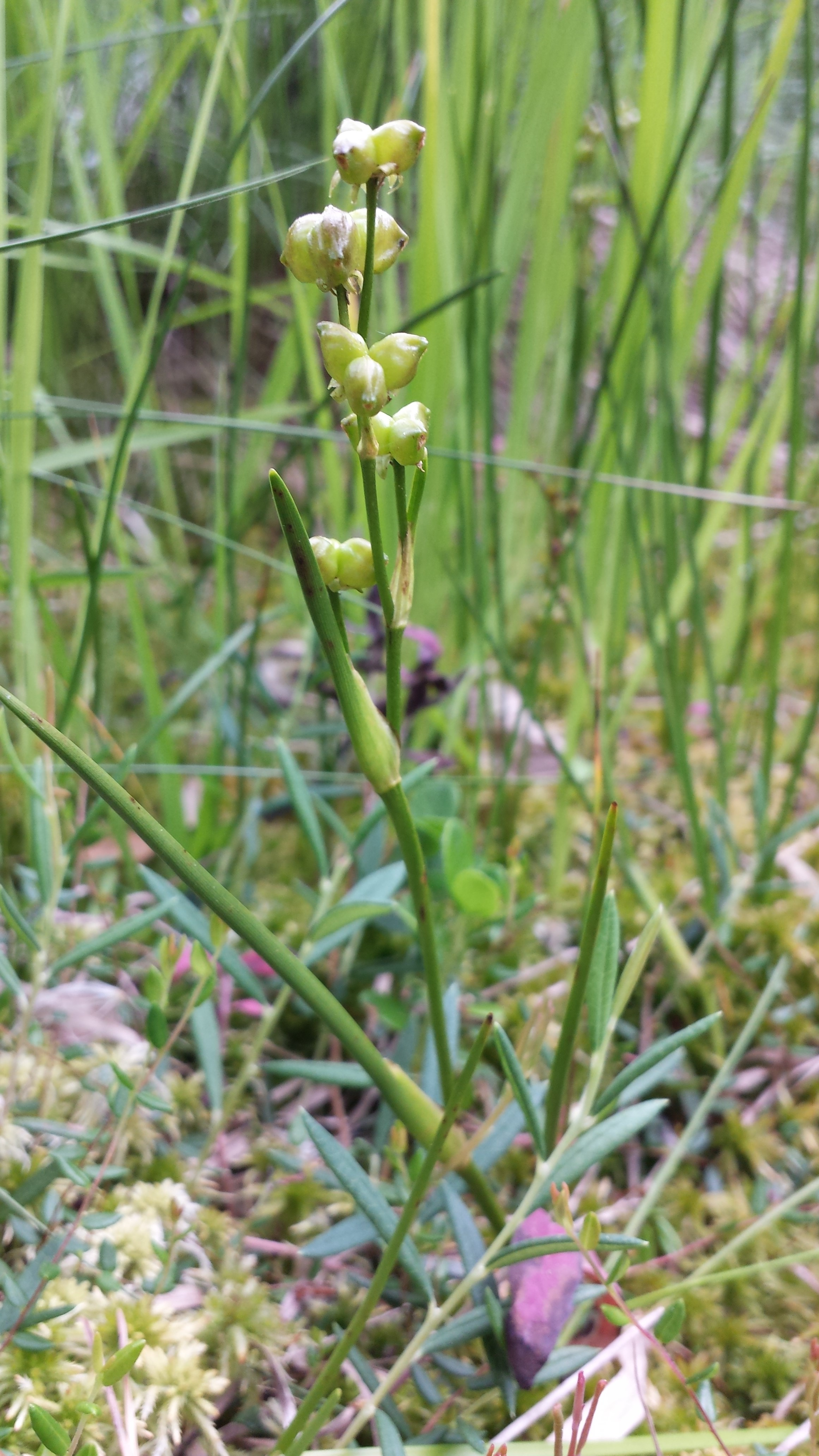
Scheuchzeria
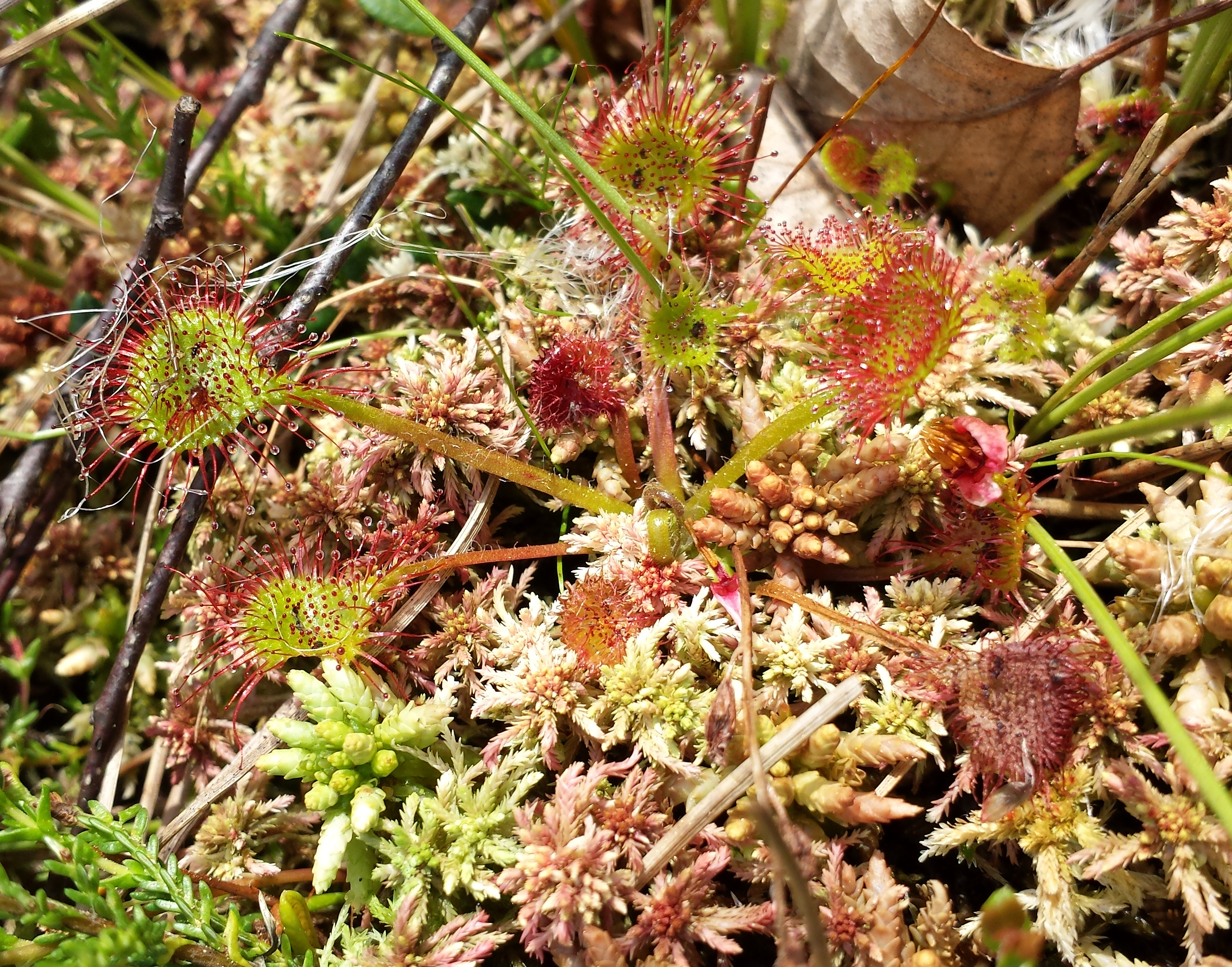
Rundblatt-Sonnentau